# Guanyin del monte Xiqiao
El Guanyin del monte Xiqiao es una estatua de un Guanyin, en el monte Xiqiao, en la localidad de Nanhai de la ciudad de Foshan, Guangdong, China. Tiene 62 metros de altura, y se asienta sobre un pedestal de 15 metros, lo que la eleva a una altura total hasta los 77 metros. En 2019, era la vigésimo cuarta estatua más alta del mundo.

## Características
Su construcción se completó en 1998. La estatua está en posición sentada en la postura de bendición, la mano derecha se sostiene en la posición del shuni mudra (el pulgar y el dedo medio se tocan y los otros tres dedos apuntan hacia arriba) que se dice representa la paciencia y el discernimiento. Está hecha de bronce con una altura de 61,9 metros,aunque está asentada sobre una base con forma de loto de 60 pétalos de 15 metros de altura rodeando el trono; lo que eleva la altura total a 77 metros, con un diámetro de 36 metros. En 2019, era la estatua de Bodhisattva sentado más alta del mundo.  Está ubicada en la cima del pico Daxian a una altitud de 292 metros.

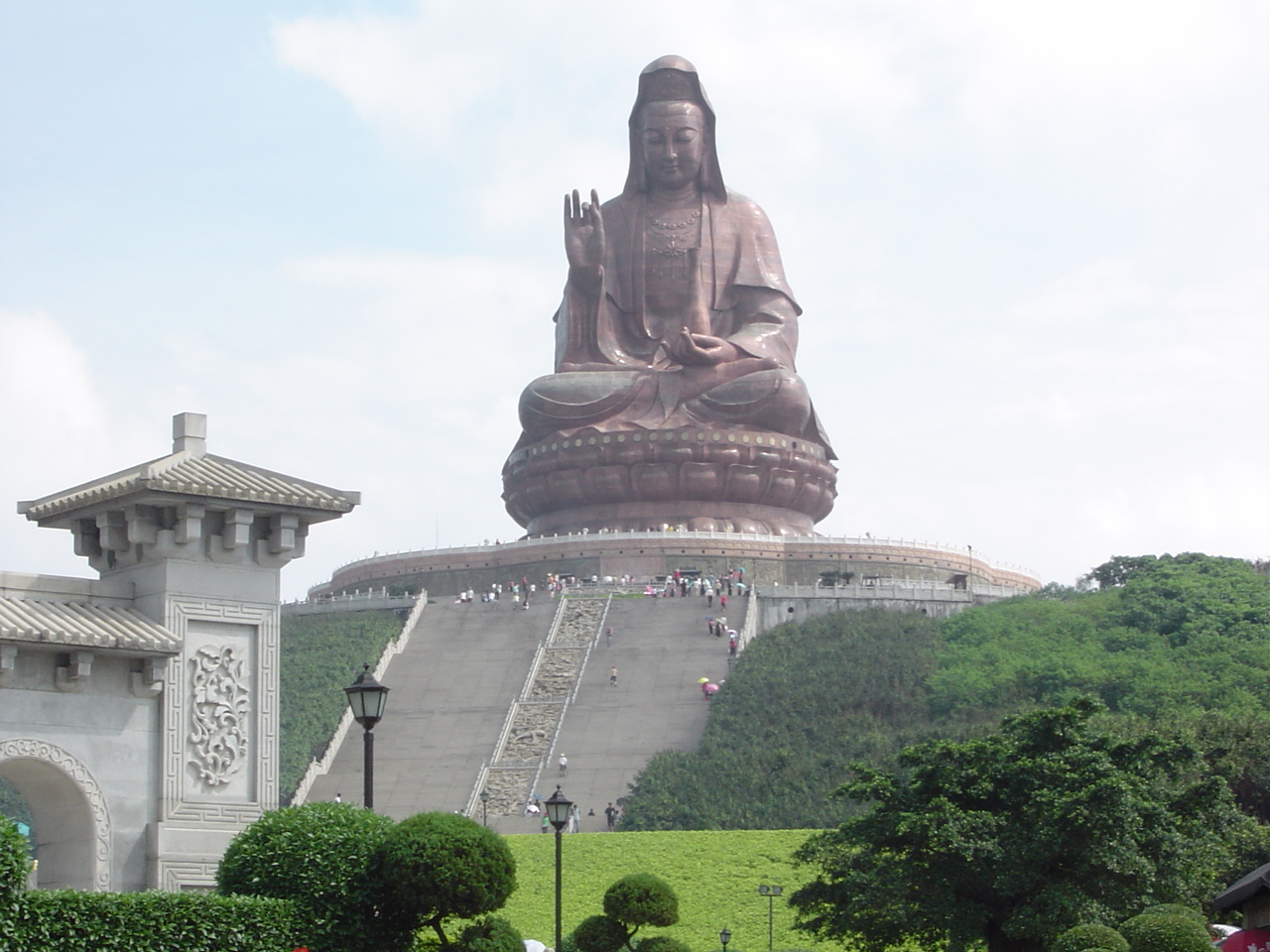
Ubicado en la cima del pico Daxian (大仙), uno de los 72 picos del monte Xiqiao.

Está consagrada en un edificio con forma de loto de ocho pétalos. En el exterior hay un bajorrelieve que representa la historia del Guanyin. Debajo del Salón del Trono de Loto había un espacioso salón de cinco pisos de altura donde se ubicó una sala de exposiciones para exhibir pinturas, esculturas, bordados, escritos, pinturas relacionadas con la cultura Guanyin, estatuas y porcelana. Frente al monte Xiqiao había una escalera de piedra decorada con grandes imágenes talladas a intervalos regulares.

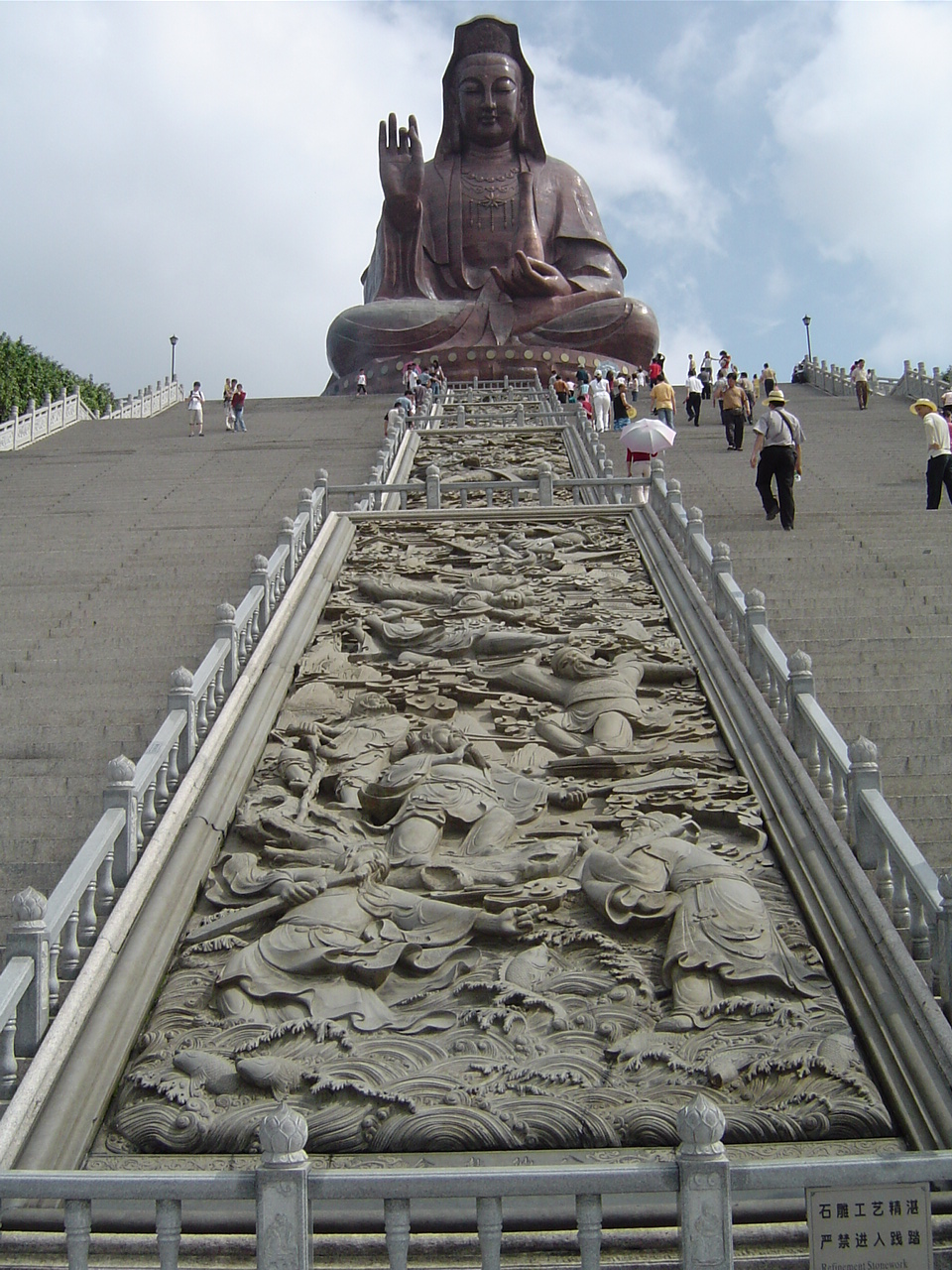
Los escalones de piedra de acceso a la estatua están decorados con grandes tallas.

## Historia
El monte Xiqiao es un antiguo volcán extinto ubicado en la localidad de Nanhai, ciudad de Foshan, que fue históricamente el principal lugar de producción de herramientas de piedra en el período Neolítico de los habitantes de la desembocadura del río Zhu. Con una historia de más de 6.000 años, el monte es un ícono cultural de Foshan. Su nombre significa «El faro de la civilización de la región del delta del río Zhu». El monte también está registrado como Parque Nacional y Geoparque Nacional de 14 kilómetros cuadrados de superficie y que abarca un total de 72 picos, el más alto de los cuales es el Dacheng, de 346 metros de altura.
Los cimientos de la estatua se colocaron el día 19 de junio de 1995 y su construcción duró 3 años, siendo inaugurada el día 19 de febrero de 1998. El área de observación panorámica cubre una superficie de 2 millones de metros cuadrados.
Conocido como el «Bodhisattva Guanyin del Mar del Sur», la palabra Mar del Sur se refiere a la tierra en el sur adyacente al océano Índico (Mar del Sur) que se cree que es la residencia del Bodhisattva mientras alcanza la iluminación. Se ha sugerido que este lugar sería la montaña Poltalka en el estado de Tamil Nadu en la India aunque el nombre de Poltalka también podría está relacionado con las montañas Putuo y Luojia (isla en la provincia de Zhejiang) en la propia China.
El área donde se consagra al Guanyin y los jardines circundantes fue certificada como atracción turística con una calificación de AAAAA en 2012, que actualmente está dividida en 10 zonas, incluido el Parque Cultural Bodhisattva Guanyin del Mar del Sur (Nanhai Kwanyin), que tiene imágenes del Guanyin del monte Xiqiao, la cueva Baiyun, el jardín Tianhu, la cueva Biyu, la piedra Shuiyan, la piedra Shiyan, la piedra de los Nueve Dragones y otras muchas.